# Фадави, Али
Али Фадави (перс. علی فدوی — Ali Fadavi‎) — иранский военачальник, контр-адмирал.
На протяжении ряда лет заместитель командующего, а с 2010 по 2018 г. — командующий Военно-морскими силами Корпуса стражей Исламской революции.
В 1999 г. после подавления студенческих волнений в Тегеране он был одним из 24 офицеров КСИР, которые написали письмо президенту Мохаммаду Хатами, выразив свою озабоченность произошедшим и недовольство тем, что к подавлению выступлений была привлечена армия.

## Заявления
В апреле 2006 года во время проведения широкомасштабных учений в Персидском и Оманском заливах, вызвавших сильное возмущение на Западе, иранские военные испытали скоростную торпеду, способную, по их словам, уничтожать корабли и подводные лодки противника.

«Сегодня мы провели успешное испытание высокоскоростной подводной ракеты со скоростью 100 метров в секунду», — заявил контр-адмирал Али Фадави, заместитель командующего ВМС корпуса стражей исламской революции (КСИР) Ирана.

«Она обладает очень мощной боеголовкой, способной поражать большие подводные лодки. Если даже пеленгаторы на вражеском корабле опознают ракету, ни один корабль не сможет уклониться от неё из-за её высокой скорости».

Однако специалисты утверждают, что «новое иранское оружие» по своим техническим характеристикам и даже внешнему виду напоминает российскую ракету-торпеду «Шквал», считающуюся мировым рекордсменом по скорости.
В марте 2007 года после проведённых корпусом «Стражей исламской революции» наземных манёвров генерал Фадави предостерёг США от нападения на Иран:

«Если США начнут войну против Ирана, закончат её уже не они», — объявил он.

В сентябре 2012 года Али Фадави выступил с заявлением о том, что Иран не намерен рассматривать действия Израиля в регионе отдельно от действий США, то есть будет расценивать всякую израильскую агрессию как американскую.